# 帕特里夏·奥特
帕特里夏·奥特（德語：Patricia Ott，1960年5月15日—），德国前女子曲棍球运动员。她曾代表西德国家队参加1984年夏季奥林匹克运动会曲棍球比赛，获得一枚银牌。